# Jean-Louis English
Pour les articles homonymes, voir English.
Jean-Louis English, né le 29 septembre 1939 à Angers (Maine-et-Loire) et mort le 19 juin 2003 à Strasbourg, est un journaliste  d'information et homme de médias français. C'est l'un des grands noms du journalisme alsacien.

## Biographie
Fils d'un capitaine au long cours, il obtient une licence de sciences économiques à l'Université de Nantes et commence sa carrière dans la presse quotidienne régionale  au Républicain lorrain, tour à tour journaliste, grand reporter, responsable de la politique régionale, éditorialiste. Il devient chef du bureau parisien et rédacteur en chef adjoint dans un autre quotidien régional, les Dernières nouvelles d'Alsace (DNA). En 1991 il est nommé directeur régional de FR3 Alsace et produit plusieurs films documentaires sur la vie locale.
Le 16 septembre 2000, Jean-Louis English crée l'Association des amis du Mémorial de l'Alsace-Moselle (AMAM), dont il est le président jusqu'à sa mort.

## Œuvres

### Ouvrages
- Entretiens avec Pierre Pflimlin : itinéraires d'un Européen, La Nuée Bleue, 1989 (en collaboration avec Daniel Riot)
- Les carnets secrets des chuchotements (les coulisses de la politique en Alsace), Koufra/La Nuée Bleue, 1990 (en collaboration avec Claude Keiflin, illustrations d'André Wenger)
- Les images de votre vie : l'Alsace, 50 années d'histoires, R. Hirlé, 1994 (en collaboration avec Jean-Marie Haeffelé et Raymond Felden)
- Une certaine idée de l'Alsace : « le Mémorial d'un scribouillard », La Nuée Bleue, 2003

### Films documentaires
- Itinéraire d'un Européen (Pierre Pflimlin), 1988
- L'Alsace gaullienne, 1995
- Il était une fois le Racing à Périgueux, 1996
- Hommage à Marcel Rudloff, 1997
- Nuit de Saint-Cloud, 1998